# Epione (bướm đêm)
Epione là một chi bướm đêm thuộc họ Geometridae.

## Các loài
- Epione emundata (Christoph, 1880)
- Epione exaridaria (Graeser, 1890)
- Epione repandaria (Hufnagel, 1767)
- Epione vespertaria (Linnaeus, 1767)